# Under Armour
Under Armour, Inc. este un producător de articole sportive american cu sediul în Baltimore, Maryland. Compania are birouri suplimentare situate în Amsterdam, Austin, Guangzhou, Hong Kong, Houston, Jakarta, Londra, Mexico City, München, New York, Ciudad de Panamá, Pittsburgh, Portland, San Francisco, São Paulo, Santiago, Seul, Shanghai (sediul central din China) și Toronto.
Under Armor din 1996 este producător și furnizor de îmbrăcăminte sport pentru echipe americane și sportivi în diverse sporturi, începând cu anul 2006 - un furnizor de pantofi de sport.

## Istorie

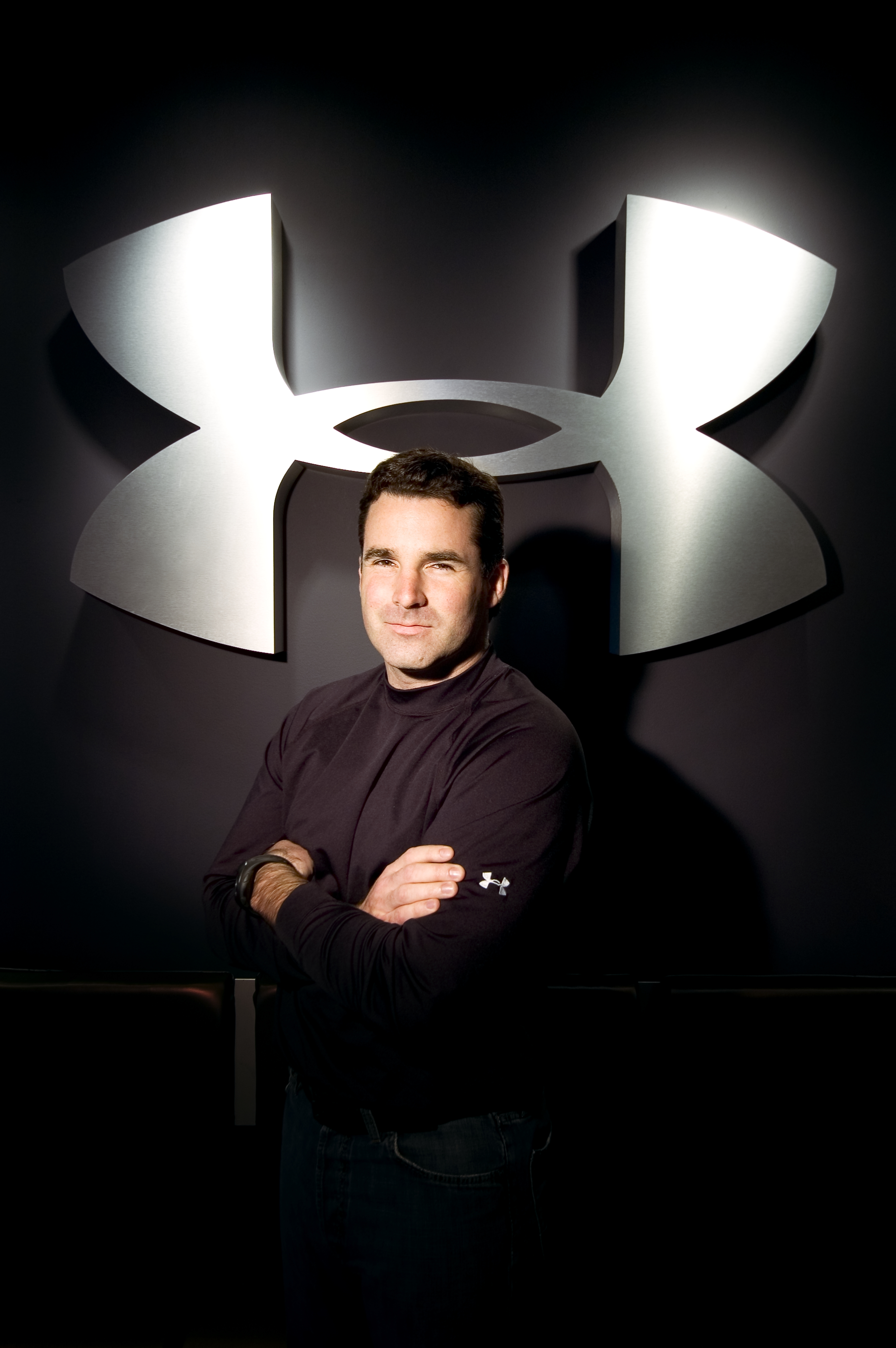
Kevin Plank, Fondatorul Under Armour

Under Armour a fost înființat pe 25 septembrie 1996 de Kevin Plank, fost căpitan al echipei de fotbal a Universității din Maryland. Plank inițial a început afacerea de la subsolul bunicei sale din Washington, D.C., apoi s-a mutat în Baltimore, iar, după ceva timp, în sediul său actual din Tide Point.

### Evoluție
Under Armor a primit prima sa lovitură în 1999, când Warner Brothers a contactat Under Armor pentru a-și susține două dintre filmele sale de lung metraj, regizate de Oliver Stone - Any Given Sunday și The Replacements. În Any Given Sunday Willie Beamen (interpretat de Jamie Foxx) poartă un suspensor Under Armor. Folosind lansarea filmului Any Given Sunday, Plank s-a abonat pentru anunțuri în revista ESPN The Magazine. Anunțurile plasate au generat aproape 750.000 de dolari din vânzări.

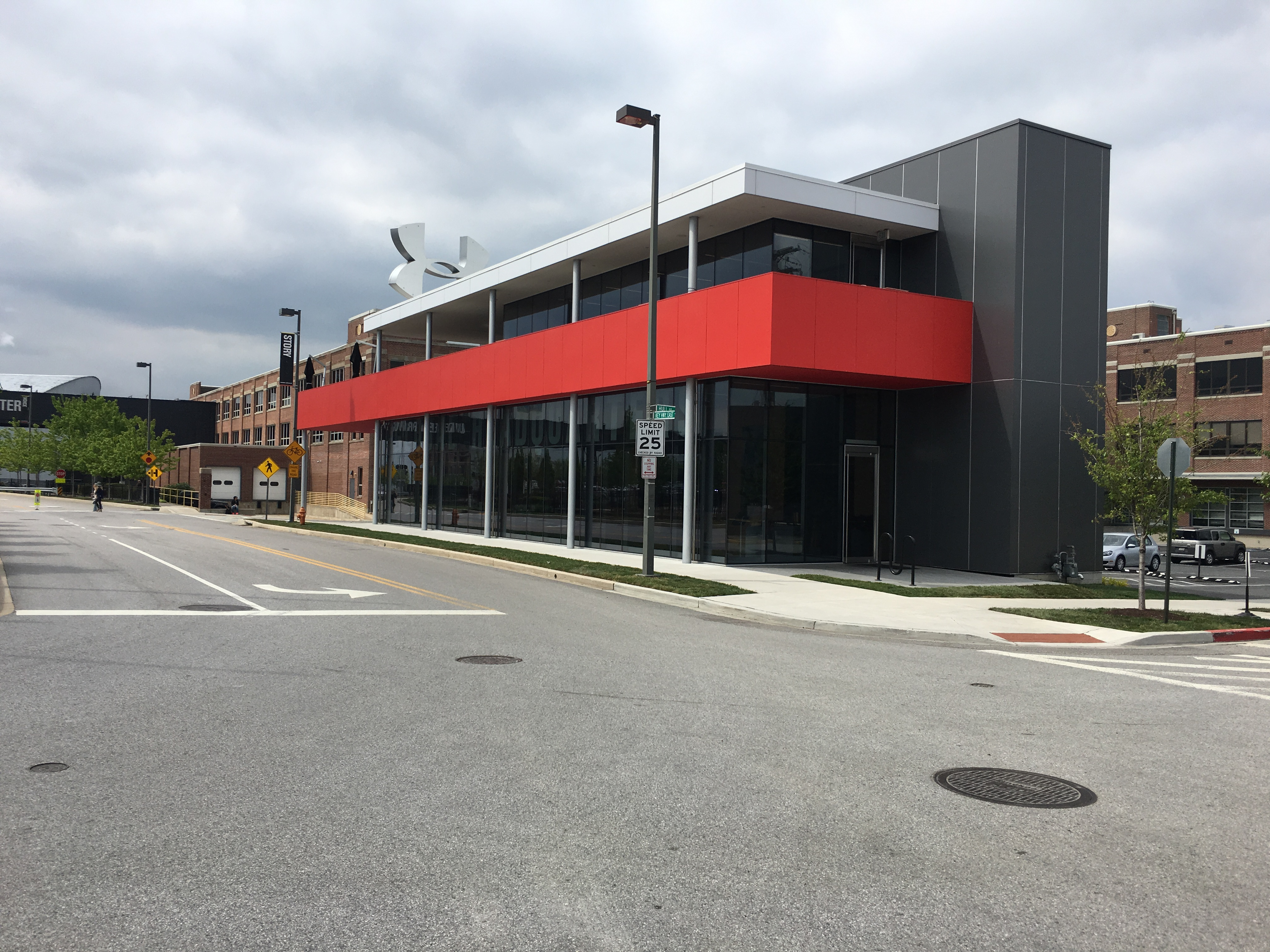
Sediul Under Armor din Baltimore, Maryland

Under Armour încălțăminte

## Produse

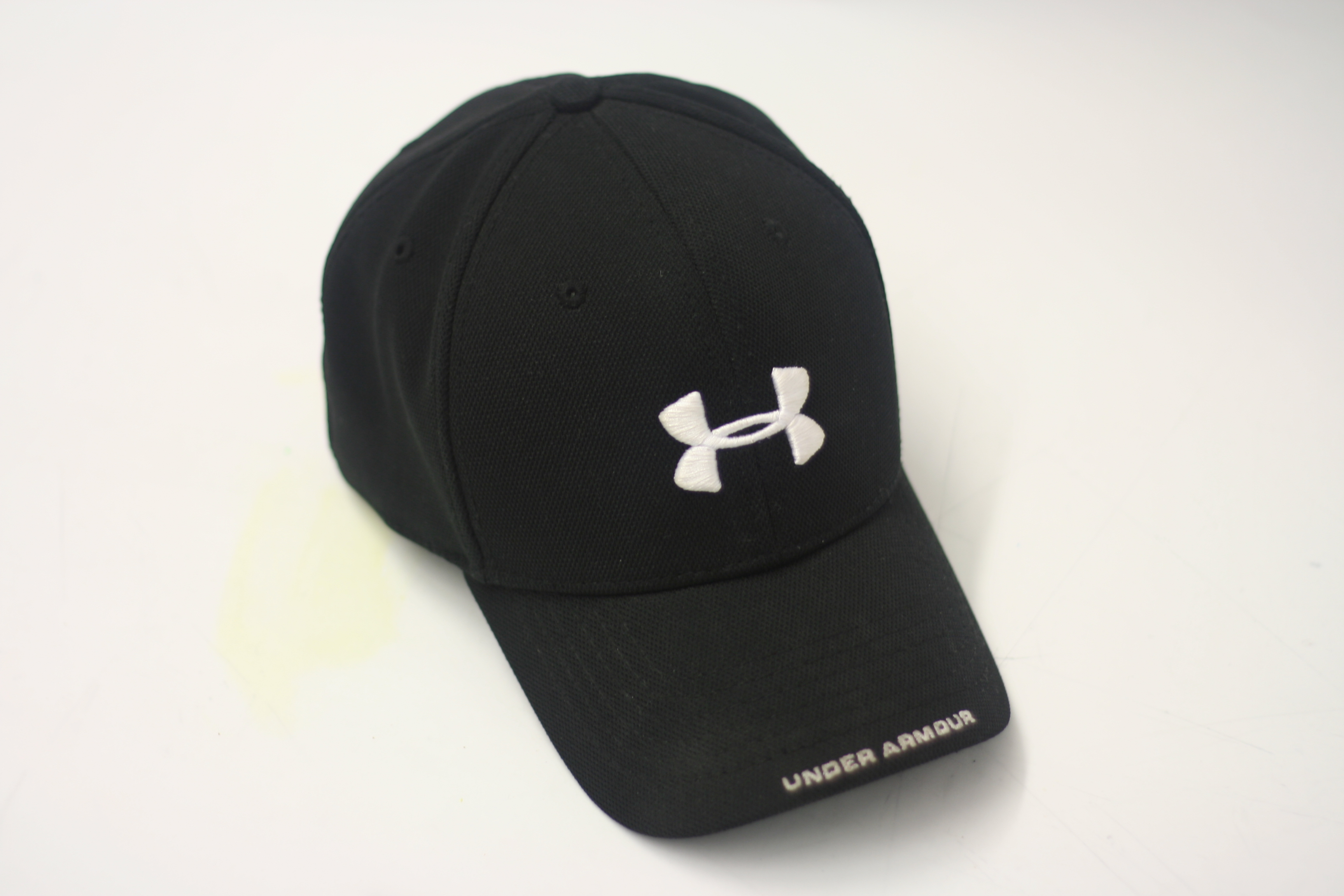
Chipiu Under Armour

Produsele fabricate de Under Armor includ pantofi de sport, tricouri, jachete, hanorace, pantaloni, jachete, Leggings  și accesorii, cum ar fi pungi, mănuși.

## Cooperare

### Cluburi de fotbal
- Anglia, Southampton FC

- Brazilia, Fluminense Football Club

- Brazilia, Sport Club do Recife

- Mexic, Cruz Azul

- Mexic, Deportivo Toluca

- Țările de Jos, AZ Alkmaar

- Statele Unite, Nashville FC

- Rusia, FC Lokomotiv Moscova

- Chile, Colo-Colo

- Germania, FC St. Pauli

- Scoția Queen's Park F.C.

- Japonia, Omiya Ardija